# Clădirea fostei școli de pe str. Nicolae Iorga, 2 (Chișinău)
Clădirea fostei școli de pe str. Nicolae Iorga, 2 este o clădire amplasată pe str. Nicolae Iorga, 2 în Chișinău, Republica Moldova. Este un monument istoric și arhitectural de importanță națională inclus în Registrul monumentelor Republicii Moldova ocrotite de stat cu nr. 215 (municipiul Chișinău). Datează din 1847.